# Comuna Usteciko, Kremeneț
Usteciko (în ucraineană Устечко) este o comună în raionul Kremeneț, regiunea Ternopil, Ucraina, formată din satele Oceretne și Usteciko (reședința).

## Demografie
Componența lingvistică a comunei Usteciko
     Ucraineană (99,72%)
     Alte limbi (0,28%)
Conform recensământului din 2001, majoritatea populației comunei Usteciko era vorbitoare de ucraineană (99,72%), existând în minoritate și vorbitori de alte limbi.